# Рыжков, Дмитрий Васильевич
Дмитрий Васильевич Рыжков (2 (15) мая 1915 — 19 июля 1993) — советский футболист и хоккеист, хоккейный тренер. Заслуженный тренер РСФСР (1972).

## Биография
В первые послевоенные годы играл в футбол за свердловские команды «Динамо» и «Авангард». В составе «Авангарда» в 1948 году провёл два матча в классе «А», однако позднее их результаты были аннулированы из-за смены формата турнира.
Также выступал за свердловское «Динамо» в соревнованиях по хоккею с шайбой. В сезоне 1947/48 стал победителем зонального турнира первой лиги, а в сезоне 1949/50 со своей командой дебютировал в высшей лиге.
В сезоне 1951/52 был играющим главным тренером «Химика» (Электросталь), привёл команду к победе в зональном и финальном турнире второй лиги и к званию чемпиона РСФСР. В сезоне 1952/53 играл в составе «Химика» в высшей лиге.
В дальнейшем много лет работал в Электростали тренером по хоккею команды мастеров, коллективов физкультуры и детских команд. В 1960-е годы некоторое время работал с командой «Машиностроитель» (Балашиха). Среди его воспитанников — олимпийские чемпионы Анатолий Ионов, Юрий Ляпкин, игрок сборной СССР Александр Сапёлкин и другие.
Умер 19 июля 1993 года.